# Эмма Французская
Эмма Французская (фр. Emma de France; 894 — 2 ноября 934) — королева франков в 923—934 годах, супруга короля Западно-Франкского королевства Рауля I Бургундского.

## Биография
Эмма родилась в 894 году и была родом из династии Робертинов. Она была дочерью короля западных франков Роберта I и его второй жены Беатрисы де Вермандуа. Однако, возможно, она родилась раньше — около 892 года — и, как следствие, была дочерью Роберта I от первого брака того с Аделью Мэнской.
В 921 году Эмма вышла замуж за герцога Бургундии Рауля, сына Ришара I Заступника, который был коронован правителем Западно-Франкского государства 13 июля 923 года в соборе Святого Медара в Суассоне.
Эмма активно участвовала в политической жизни и даже иногда командовала войском. От брака с Раулем она произвела на свет сына Людовика, который умер сразу после рождения. Эмма умерла 2 ноября 934 года, помогая своему мужу остановить восстания нескольких крупных вассалов.

### Семья
- Муж: (с 921 года) Рауль I Бургундский (около 890 — 15 января 936), король Западно-Франкского королевства в 923—936 годах. Единственный ребёнок:
  - Людовик (родился и умер в 934 году)